# بطولة ويمبلدون 1982
هنا قائمة ببطولات ويمبلدون لسنة 1982:

## الكبار

### فردي رجال
جيمي كونرز هزم  جون ماكإنرو, 3-6, 6-3, 6-7(2-7), 7-6(7-5), 6-4

### فردي سيدات
مارتينا نافراتيلوفا هزم  كريس إيفرت, 6-1, 3-6, 6-2

### زوجي رجال
بيتر ماكنامارا و بول ماكنامي هزم  بيتر فليمنغ و جون ماكإنرو, 6-3, 6-2

### زوجي سيدات
مارتينا نافراتيلوفا و بام شرايفر هزم  كاثي جوردان و آن سميث, 6-4, 6-1

### زوجي مختلط
كيفن كورين و آن سميث هزم  جون للويد و ويندي تورنبل, 2-6, 6-3, 7-5

## الشباب

### فردي أولاد
بات كاش هزم  هنريك ساندستورم, 6-4, 6-7(5-7), 6-3

### فردي بنات
كاثرين تانفاير هزم  هيلينا سوكوفا, 6-2, 7-5

### زوجي أولاد
بات كاش و جون فراولي هزم  ريك ليتش و جويل روس, 6-3, 6-4

### زوجي بنات
بيني بارغ و بيث هير هزم  باربرا جيركين و غريتشن رش, 6-1, 6-4

## ملاحظة
1. ↑  في 1987, بعد خمس سنوات, فاز كاش بلقب فردي الرجال.